# C-4 (폭약)

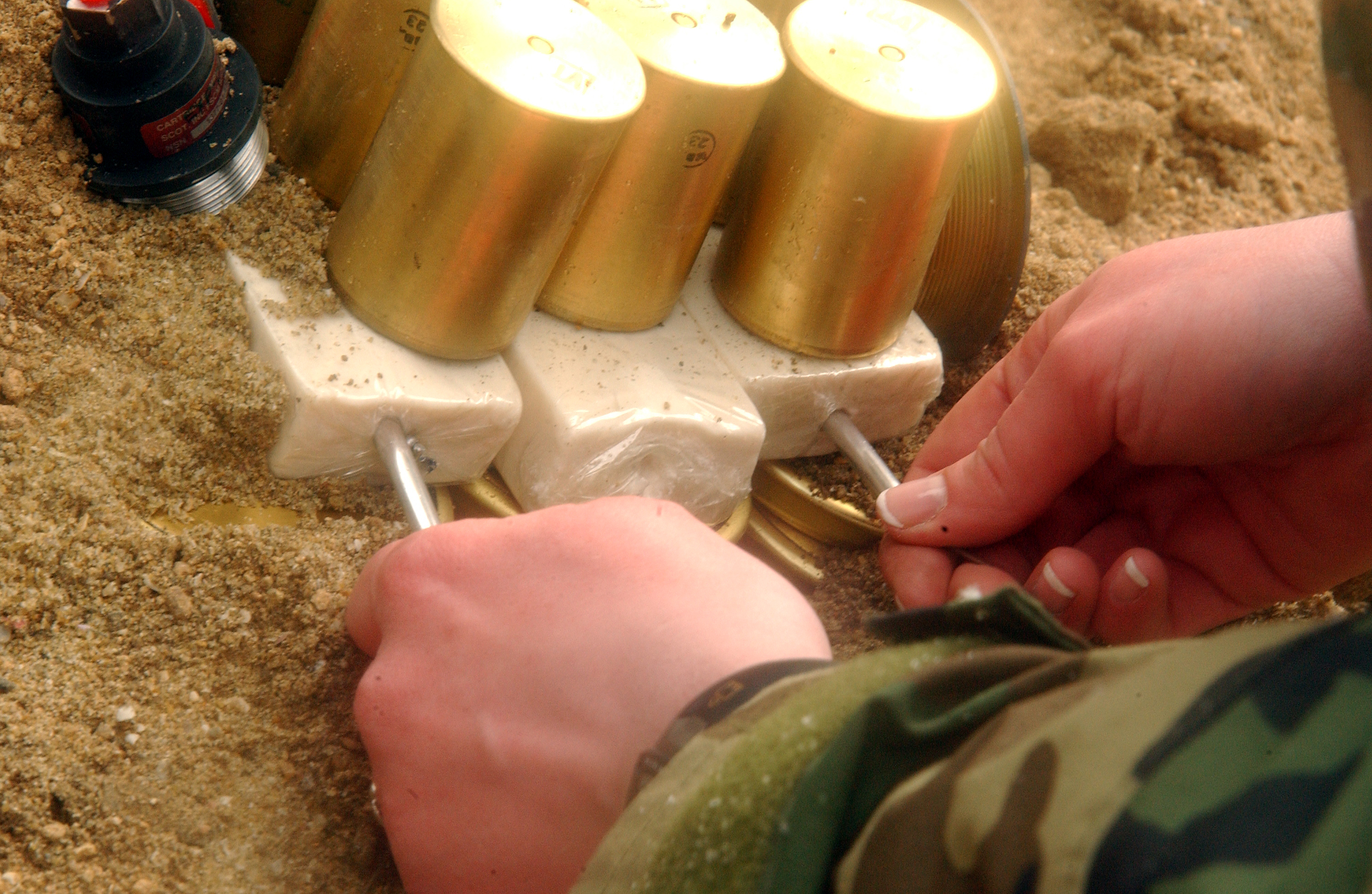
C4 폭약 블럭에 뇌관을 삽입하는 모습

C4(Composition 4)는 군용 플라스틱 폭약이다. C4는 TNT 보다 약 1.34배 강하며,이 폭약은 또한 베트남전쟁에서도 사용되었다.
한편으로 안정성이 매우 뛰어나 기폭장치(신관)없이 절대 폭발하지 않는다.
심지어 연료로도 사용이 가능하다. 하지만 연소시 위험한 유독물질이 다량 방출되어 절대 연소시키면 안된다.또한 가소제라는 게 섞여 있어서 형태 변이가 용이하며, 여기에다가 유지나 왁스를 섞어서 원하는 모양을 만들어 낼 수 있다.영화에선 주무르거나 입으로 씹는 것으로 묘사되나,이 또한 유독물질 때문에 위험하다. C4는 composition 4의 약자로 다양한 변형된 폭탄의 종류로 사용될 수 있다.
91%의 RDX로 이루어져 있으며 점토와 비슷한 외형과 형태를 가지고 있기 때문에 여러 가지 변형된 모습으로 활용될 수 있다. 베트남 전쟁에서 미국에 의해 많이 사용되었다.

## 개발
C-4는 화학 폭발물 Composition C 패밀리의 구성원 중 하나로, 폭발물에 플라스티서를 혼합하여 더 가공 가능하고 안정적으로 만든 폭발물이다.
Composition C 폭발물은 제2차 세계 대전 중에 주로 영국에서 개발되었으며 후에 미국 군대에서 채택되었다. Composition C 폭발물의 다양한 변형체가 있으며 각각 재료의 비율과 안전 및 성능 향상을 위해 다양한 개량이 가해졌다.
Composition C 폭발물의 발전과 진화에 대한 간단한 역사는 다음과 같다:
1. Composition C: 원래의 Composition C는 제2차 세계 대전 중에 개발되었다. RDX(사이클로트리메틸렌트리니트라민)와 다른 재료를 기반으로 하여 더 안정적이고 가공 가능한 폭발물을 만드는 것이 목표였다.
2. Composition C-2: 약 1943년, Composition C-2가 Composition C의 개량 버전으로 도입되었다. 이것은 속성을 향상시키기 위한 조정이 있었을 것이다.
3. Composition C-3: 1944년, Composition C-3이 Composition C-2의 개량 버전으로 개발되었다. C-3은 독성이 감소되고 RDX의 농도가 증가하여 다루기와 저장이 더 안전해졌다.
4. C-4 개발: C-3 대체품 연구가 1950년 이전부터 시작되었다. 그러나 C-4, 안정성, 안전성 및 사용 편의성 면에서 이전 제품들보다 크게 발전한 것은 1956년에야 실험 생산이 시작된 후이다.[3]
5. 특허 제출: C-4는 1958년 3월 31일에 필립스 석유 회사에 의해 "고체 추진제 및 그 제조 방법"이라는 제목으로 특허로 제출되었다. 이 특허는 아마도 C-4의 제조 과정과 구성을 다루고 있을 것이다.[4]

C-4는 안정성, 충격 및 마찰에 대한 낮은 민감성, 군사 폭발물로서의 효과 등으로 유명하며, 철거, 폭발물 해체 및 신뢰성 있고 안전한 폭발물이 필요한 다른 용도에 널리 사용되어 왔다.

## 특성과 사용

### 구성성분
미국 군대에서 사용하는 Composition C-4는 안정적이고 효과적인 폭발물을 만들기 위해 일정한 비율로 구성 요소를 함유한다. Composition C-4의 구성 요소를 자세히 설명하면 다음과 같다:
1. RDX (연구부 폭발물): Composition C-4의 약 91%를 차지하는 이 폭발성 질화아민은 C-4의 주요 폭발성 물질이다.
2. 플라스티서: 플라스티서로서, dioctyl sebacate (DOS) 또는 dioctyl adipate (DOA) 중 하나가 사용되며 Composition C-4의 약 5.3%를 차지한다. 플라스티서는 폭발물의 가공성을 높이기 위해 첨가되며, 더 가공 가능하고 안정적으로 만든다.
3. 바인더: Composition C-4의 약 2.1%는 polyisobutylene (PIB)라고 하는 합성 고무로 이루어져 있다. 이 바인더는 폭발물 성분을 함께 유지하고 물질에 일정한 탄력성을 부여한다.
4. 프로세스 오일 (또는 민간용 C-4 제조 시에 사용되는 저점도 모터 오일)[5]: Composition C-4의 약 1.6%는 프로세스 오일로 구성되며, 이는 종종 "process oil"라고 불린다. 프로세스 오일은 폭발물의 전반적인 특성을 향상시킨다.

반면에, 영국의 PE4, PE7 및 PE8 폭발물은 다른 구성을 갖고 있다. 예를 들어, PE4에는 RDX의 88.0%, 펜타에리트 다이올레이트의 1.0%, 및 바인더로 DG-29 리튬 그리스의 11.0%가 들어 있다. 최소한 0.10%의 중량으로 2,3-디메틸-2,3-디니트로부탄 (DMDNB)이라는 태감이 첨가된다. 새로운 PE7와 PE8에는 다른 바인더와 첨가제가 사용된다.
이러한 구성은 안전과 안정성을 유지하면서 원하는 폭발 특성을 제공하기 위해 신중하게 설계되었다. Composition C-4의 구체적인 기술 데이터는 일반적으로 군사 및 방위 기관에서 제공되어 폭발물의 안전하고 효과적인 사용을 보장한다.
| 이론상 최대 밀도, 세제곱 센티미터 당 그램                    | 1.75              |
| 명목 밀도, 세제곱 센티미터 당 그램                           | 1.72658           |
| 형성 열, 그램당 열량                                         | -32.9 에서 -33.33 |
| 액체 물과의 폭발 열, 킬로칼리/그램 당                        | 1.59(6.7 MJ/kg)   |
| ------------------------------------------------------------ | ----------------- |
| 기체 상태의 물과의 폭발 열, 킬로칼리/그램 당                 | 1.40(5.9 MJ/kg)   |
| 외류 없이 플라스틱 상태 유지, 섭씨                           | -57 에서 +77      |
| 밀도가 1.58 그램/세제곱 센티미터일 때 폭발 압력, 킬로바르 당 | 257               |

### 제조
C-4는 위에서 언급한 재료를 바인더와 용매와 함께 혼합하여 제조된다. 재료가 섞인 후에는 용매를 건조 및 여과를 통해 제거한다. 최종 재료는 더러운 흰색에서 연한 갈색의 색상을 가지며, 모델링 클레이와 유사한 텍스처를 가지며, 모터 오일 특유의 냄새가 난다. 사용 목적 및 제조업체에 따라 C-4의 구성에 차이가 있다. 예를 들어, 1990년 미국 군 사양서에 따르면 Class IV Composition C-4는 89.9±1% RDX, 10±1% polyisobutylene 및 0.2±0.02% 염료로 구성되며, 이 염료는 90%의 크롬산 납과 10%의 램프 블랙으로 이루어져 있다. RDX 클래스 A, B, E 및 H는 모두 C-4에서 사용하기에 적합하다. 클래스는 입자 크기에 따라 측정된다.
Composition C-4의 제조 공정은 스테인리스 스틸 혼합용기에 습기가 있는 RDX와 플라스티서를 첨가하여 이루어진다. 이 과정은 수용액 슬러리 코팅 공정이라고 불린다. 용기는 균일한 혼합물을 얻기 위해 회전된다. 이 혼합물은 습기가 있으며 건조용 판에 이송 후 반드시 건조되어야 한다. 과도한 습기를 제거하기 위해 50°C에서 60°C에서 16시간 동안 강제 공기를 사용한 건조가 권장된다.
미국 군대에서 사용하는 C-4, 미국에서 생산되는 상용 C-4 및 영국의 PE-4 각각은 고유한 특성을 가지며 서로 동일하지 않다. 시간-비행 이차 이온 질량 분광 및 X-선 광전자 분광 분석 기술은 서로 다른 C-4 원본 사이의 미세한 차이를 식별할 수 있음이 입증되었다. 화학적, 형태학적 구조의 차이 및 원자 농도의 변화를 감지 가능하고 정의된다.

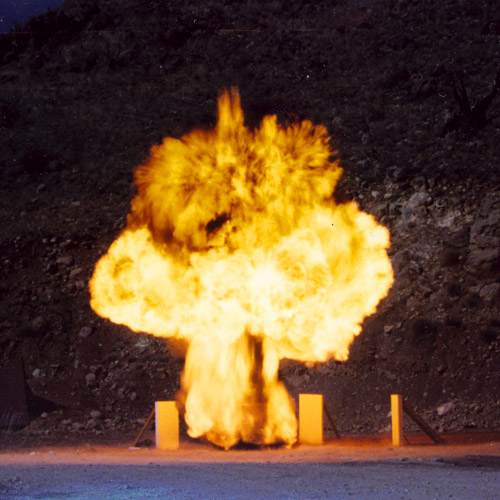
"대용량 C-4 폭발물을 사용하여 폭발방지 쓰레기통 내에서의 폭발"

### 폭발
폭발 저항 휴지통 내에서 대형 C-4 폭약 충전을 사용한 폭발 C-4는 매우 안정적이며 대부분의 물리적 충격에 민감하지 않다. C-4는 총격이나 딱딱한 표면에 떨어뜨려도 폭발하지 않으며, 불에 놓거나 전자파에 노출되어도 폭발하지 않는다.  폭발은 폭발물을 삽입한 폭발 발생기가 발사될 때와 같이 충격파에 의해서만 시작될 수 있다. 폭발되면 C-4는 짧은 시간 내에 질소, 물, 탄소 산화물 및 기타 가스를 방출하도록 빠르게 분해된다. 폭발은 폭발 속도로 8,092 m/s (26,550 ft/s) 진행된다.
C-4의 주요 장점 중 하나는 원하는 모양으로 쉽게 성형할 수 있어 폭발 결과의 방향을 변경할 수 있다는 것이다. C-4는 높은 절단 능력을 가지고 있다. 예를 들어, 얇은 시트에 적절하게 적용했을 때 36 센티미터 (14인치) 깊이의 I-빔을 완전히 절단하려면 680g에서 910g (1.50에서 2.01 파운드)의 C-4가 필요하다.

### 사용형태
군용 C-4는 일반적으로 M112 해체 블록으로 포장되며, M112 해체 블록은 Composition C-4로 이루어진 직사각형 블록이며, 크기는 약 2 x 1.5 인치 (51mm x 38mm)이며 길이는 11인치 (280mm)이며 무게는 1.25 파운드 (570g)이다.  M112는 종종 올리브색의 Mylar 필름 컨테이너로 포장되며 한 표면에 압력 감지성 접착 테이프가 붙어 있다.
C-4의 M112 해체 블록은 일반적으로 M183 "해체용 폭약 어셈블리"로 제조된다. 이 어셈블리에는 군용 캐리 케이스 M85 내에 포장된 16개의 M112 블록 해체 폭약과 네 개의 시전 어셈블리가 포함된다. M183는 더 큰 사첼 폭약이 필요한 장악 장애물을 돌파하거나 대형 구조물을 해체하는 데 사용된다. 각 시전 어셈블리에는 각 끝에 부스터로 마감된 폭발 끈 클립으로 조립된 1.5피트 또는 6.1미터의 폭발 끈이 포함된다. 폭발이 발생하면 폭발물이 압축된 가스로 변환된다. 이 가스는 충격파 형태로 압력을 가하며, 절단, 돌파 또는 구덩이를 통해 목표물을 해체한다. 기타 형태로는 지뢰 제거용 라인 차지와 M18A1 클레모어 지뢰 등이 있다.

### 안전성
Composition C-4는 미국 군대의 위험성 구성 요소 안전 데이터 시트에서 시트 번호 00077에 기재되어 있다. 미군에서 실시한 충격 실험은 Composition C-4가 Composition C-3보다 민감성이 낮고 상당히 무감각하다는 점을 나타낸다. 이러한 무감각성은 이 폭약의 조성에 상당한 양의 바인더를 사용하는 데 기인한다. "소총 총알 시험"이라고 불리는 시험에서 C-4를 담은 유리병에 일련의 사격이 진행되었으며, 유리병 중 20%만이 불태워지고 폭발하지 않았다. C-4는 미군의 주변 온도에서의 총알 충격 및 파편 충격 시험을 통과했지만 충격 자극, 동조 폭발 및 형상 충전 제트 시험에서 실패했다. "집중 마찰 시험"을 비롯하여 추가적인 시험도 진행되었으며, 여기서는 263°C에서 290°C까지 5초 동안의 폭발 온도를 측정했다. 초기 충전으로 필요한 최소량은 0.2그램의 납 아지드 또는 0.1그램의 테트릴이다. 100°C 열 시험 결과는 다음과 같다. 처음 48시간 동안 0.13% 손실, 다음 48시간 동안 손실 없음 및 100시간 동안 폭발 없음. 100°C에서 진공 안정성 시험 결과는 40시간 동안 0.2 세제곱 센티미터의 가스를 생성했다. Composition C-4는 본질적으로 습기를 흡수하지 않는 것으로 나타났다.
C-4의 충격 감도는 질화아민 입자의 크기와 관련이 있으며, 입자가 미세할수록 충격을 흡수하고 억제하는 데 더 도움이 된다. RDX 대신 3-니트로트리아졸-5-원 (NTO) 또는 1,3,5-트리아미노-2,4,6-트리니트로벤젠 (TATB)를 대체물로 사용하는 것도 열, 충격 및 충돌/마찰 자극에 대한 안정성을 향상시킬 수 있다. 그러나 TATB는 비경제적이며 NTO는 제조 공정에서 사용하기 어렵다.

## 분석

### 독성
C-4는 섭취될 때 인간에게 유독한 영향을 미친다. 수 시간 내에 일반화된 경련, 구토 및 정신 활동 변화가 나타난다. 중추 신경 기능과 강력한 관련이 관찰된다. C-4를 섭취한 경우, 환자에게 일부 독소를 흡착하기 위해 활성 숯을 투여하고, 경련을 통제하는 데 도움을 주기 위해 근육 내에 할로페리돌을, 정맥 내에 디아제팜을 투여할 수 있다. 그러나 C-4를 소량으로 섭취한 경우 장기적인 손상을 일으키지 않는 것으로 알려져 있다.

### 조사
만약 C-4에 DMNB와 같은 태그안트가 표시되어 있다면, 폭발 증발물 탐지기를 사용하여 폭발되기 전에 감지할 수 있다. C-4를 식별하기 위해 다양한 폭발 잔류 분석 방법이 사용될 수 있다. 이에는 미반응 폭약을 위한 광학 현미경 검사 및 주사 전자 현미경, 화학적 스팟 테스트, 얇은 층 크로마토그래피, X-선 결정학 및 적외선 분광법을 사용한 폭발 화학 반응 생성물이 포함된다. C-4의 소량 입자는 티몰 결정과 황산을 약간 첨가하여 간단히 식별할 수 있다. 소량의 에틸 알코올을 첨가하면 혼합물이 분홍색이 된다.
RDX는 높은 이중 굴절률을 가지고 있으며, C-4에서 흔히 발견되는 다른 구성 요소는 일반적으로 등방성이다. 이로써 법의학 과학 팀이 이 화합물과 최근에 이 화합물과 접촉한 개인의 손가락에 존재하는 미량 잔류물을 감지할 수 있게 된다. 그러나 양성 결과는 매우 다양하며 RDX의 질량은 1.7ng에서 130ng까지 다양할 수 있으므로, 각 분석은 확대 장비를 사용하여 개별적으로 처리되어야 한다. 지문의 교차 극광 이미지는 입자의 대비를 향상시키기 위해 회색 단계 임계값 처리를 사용하여 분석된다. 그런 다음 대비가 역전되어 어두운 RDX 입자가 밝은 배경에 나타난다. 단일 접촉 인상 후 남은 50개의 지문 시리즈에서 RDX 입자의 상대 수와 위치가 측정되었다.
군용 및 상용 C-4는 다른 오일과 혼합된다. 이 오일을 고온 가스 크로마토그래피-질량 분석법을 사용하여 분석하여 이러한 원본을 구분할 수 있다. 오일 및 플라스티서는 일반적으로 C-4 샘플에서 분리되며, 펜테인과 같은 비극성 유기 용매를 사용한 뒤 귤림에 플라스티서를 고체 상 추출하는 것이 일반적이다. 이 분석 방법은 제조 변이와 유통 방법에 의해 제한된다.

## 사용

### 베트남 전쟁
베트남 전쟁 시대의 미국 군인들은 때때로 C-4의 소량을 가열식 급식용 연료로 사용하기도 했다. C-4는 주요 폭발물로 폭발되지 않는 이상 연소하기 때문이다. 그러나 C-4를 태우면 유독한 연기가 생성되며, 군인들은 이 플라스틱 폭약을 사용할 때 개인적인 위험에 대해 경고를 받았다.
베트남의 현지 군부대에서는 C-4의 소량을 섭취하면 에탄올과 유사한 "고조"가 발생한다는 사실이 흔히 알려져 있었다. 다른 사람들은 일시적인 질병을 유발하기 위해 흔히 클레모어 지뢰로부터 얻은 C-4를 섭취하여 병가 휴가를 받을 희망을 품기도 했다.

### 테러에서의 사용
테러 조직들은 세계적으로 테러 행위, 반란, 국내 테러 및 국가 테러의 행위에서 C-4를 사용해왔다.
Composition C-4는 알카에다의 전통적인 폭발물 훈련 과정에서 권장되고 있다. 2000년 10월에 그룹은 C-4를 사용하여 USS Cole을 공격하여 17명의 해군원을 사망시켰다. 1996년에는 사우디 헤즈볼라 테러리스트들이 사우디 아라비아의 미군 주거 단지인 Khobar Towers를 폭발시키기 위해 C-4를 사용했다. Composition C-4는 또한 이라크 반군에 의해 창조적인 폭발 장치에서 사용되었다.

### 갤러리

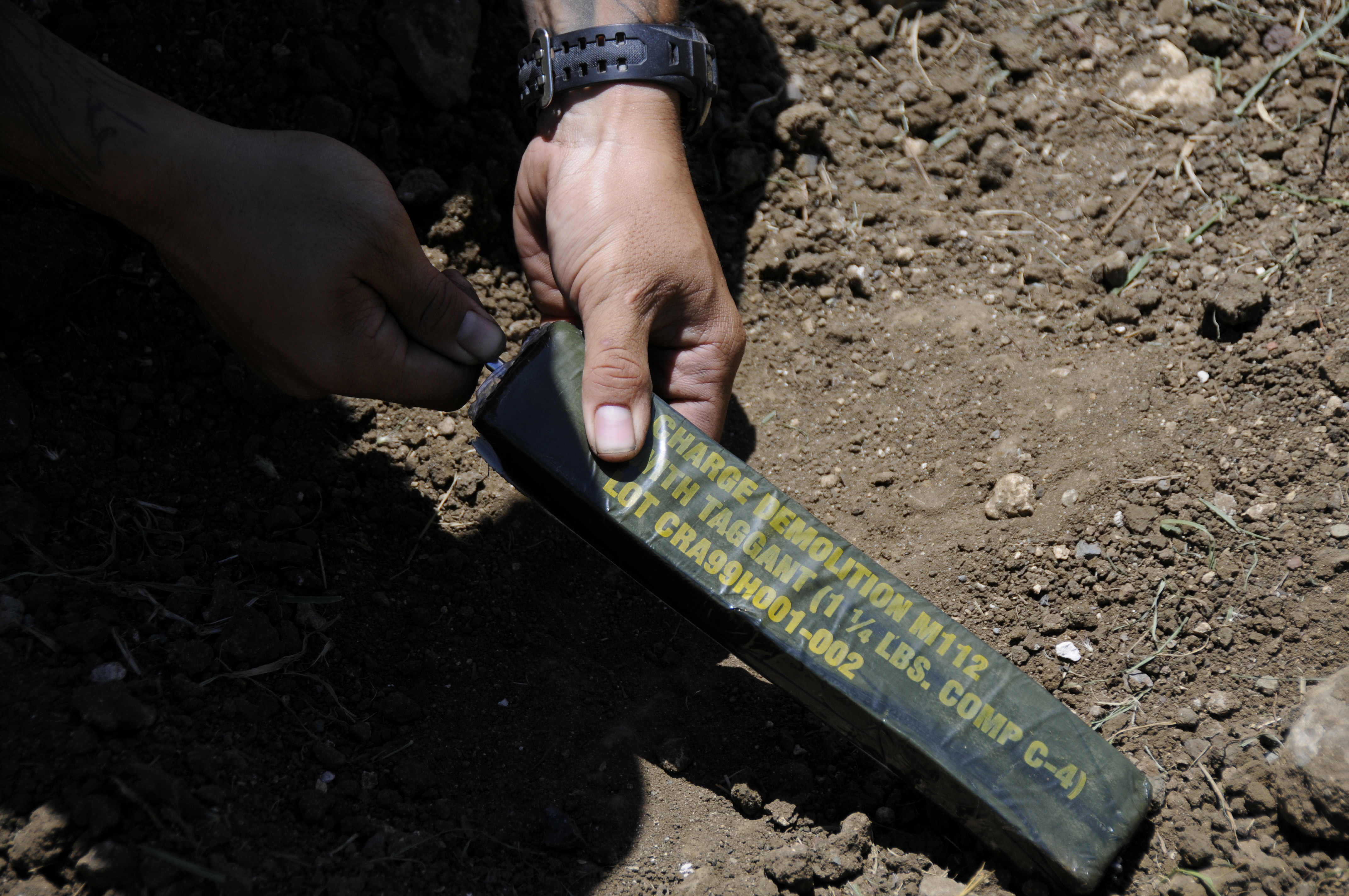
C-4 폭발물 블록에 폭발 캡을 삽입하여 폭발 준비를 완료
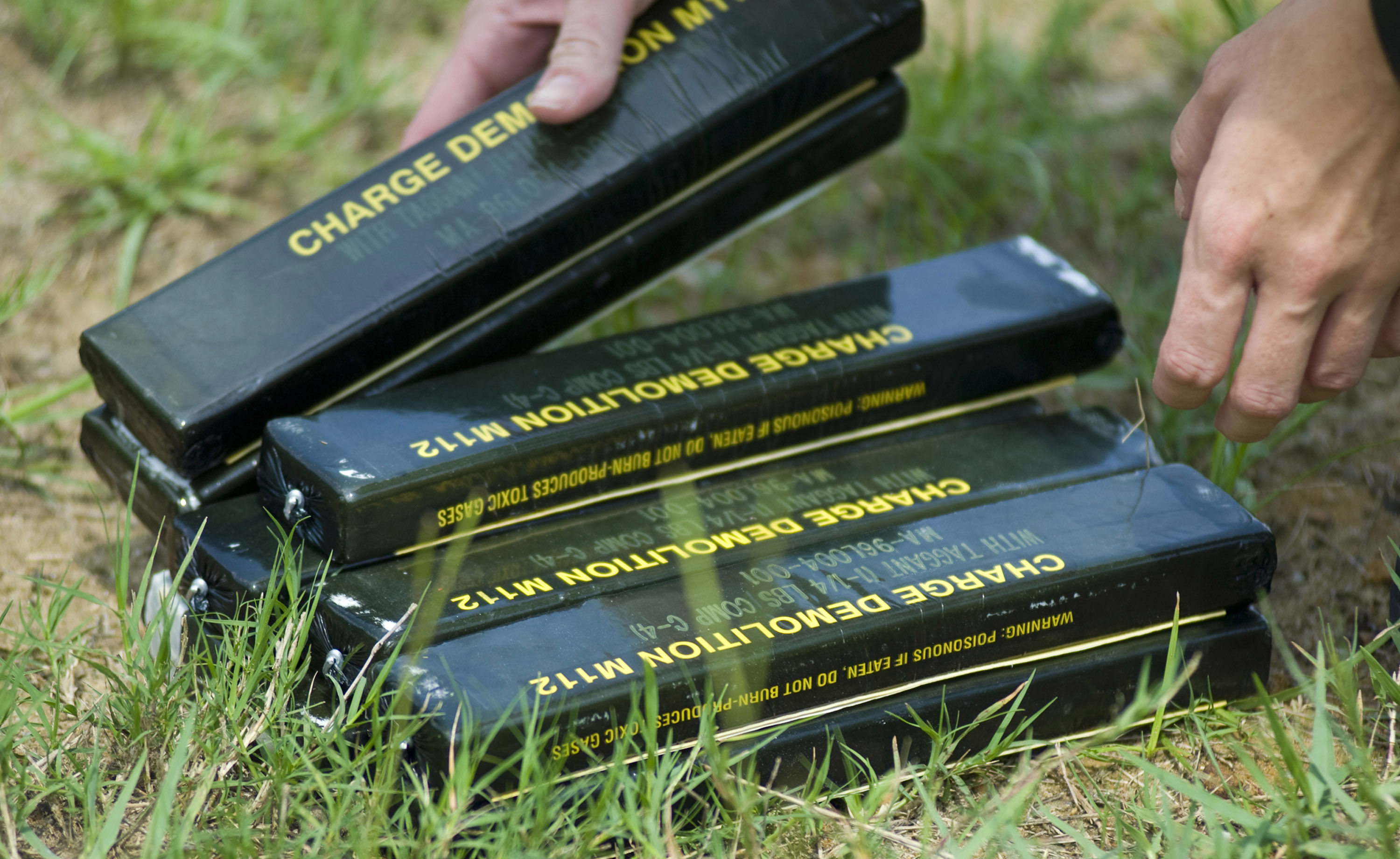
C-4 포장재에 부착된 포장 묶음은 더 쉽게 감지하기 위해 표시되며, 태그가 사용되지 않더라도 정교한 과학수사 수단을 사용하여 C-4의 존재를 식별하는 것이 여전히 가능합니다.
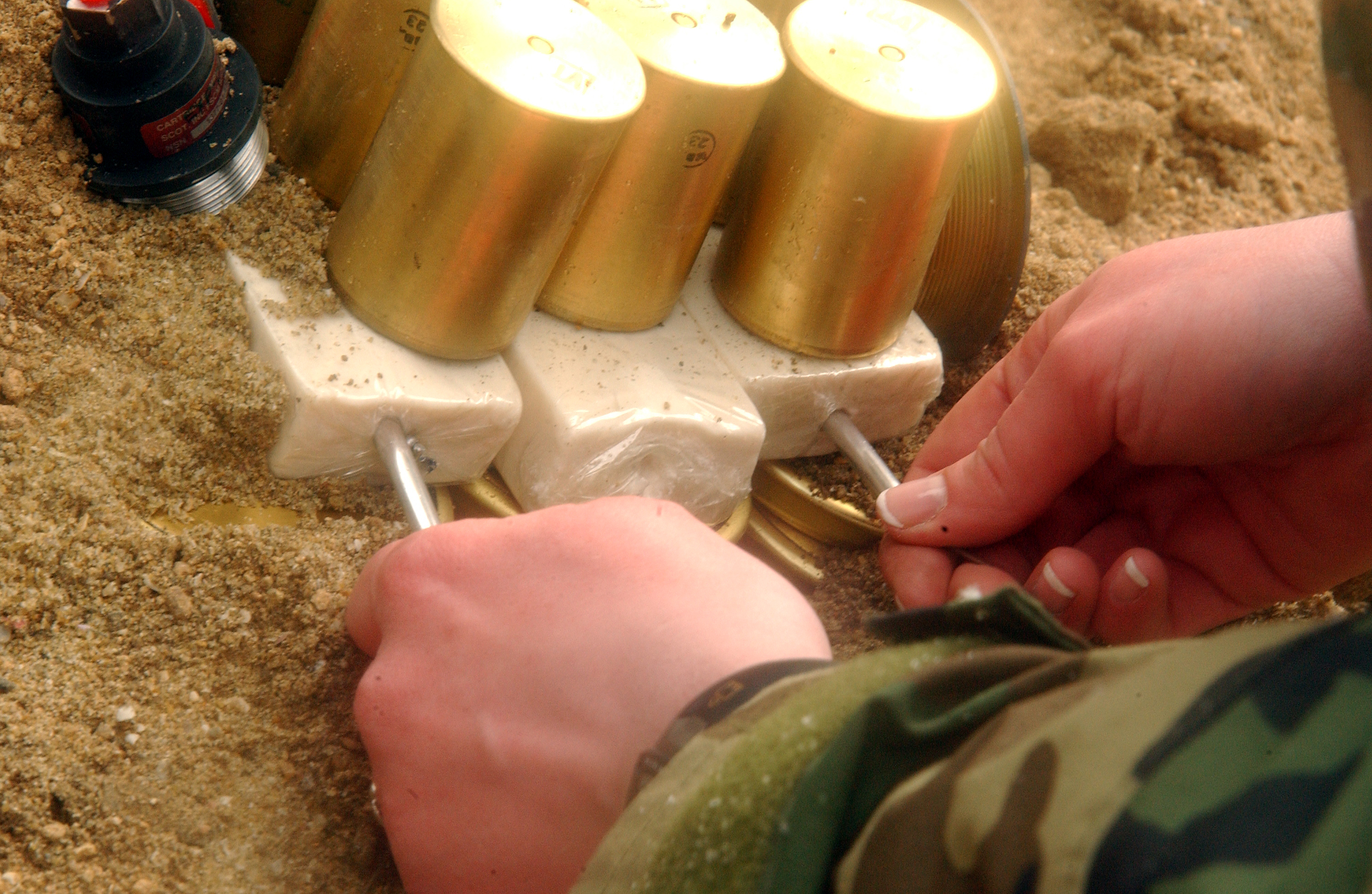
미폭탄화된 포대 부품(원통체)을 파괴하기 위해 C-4 폭발물 덩어리(아래)에 폭발 캡 삽입
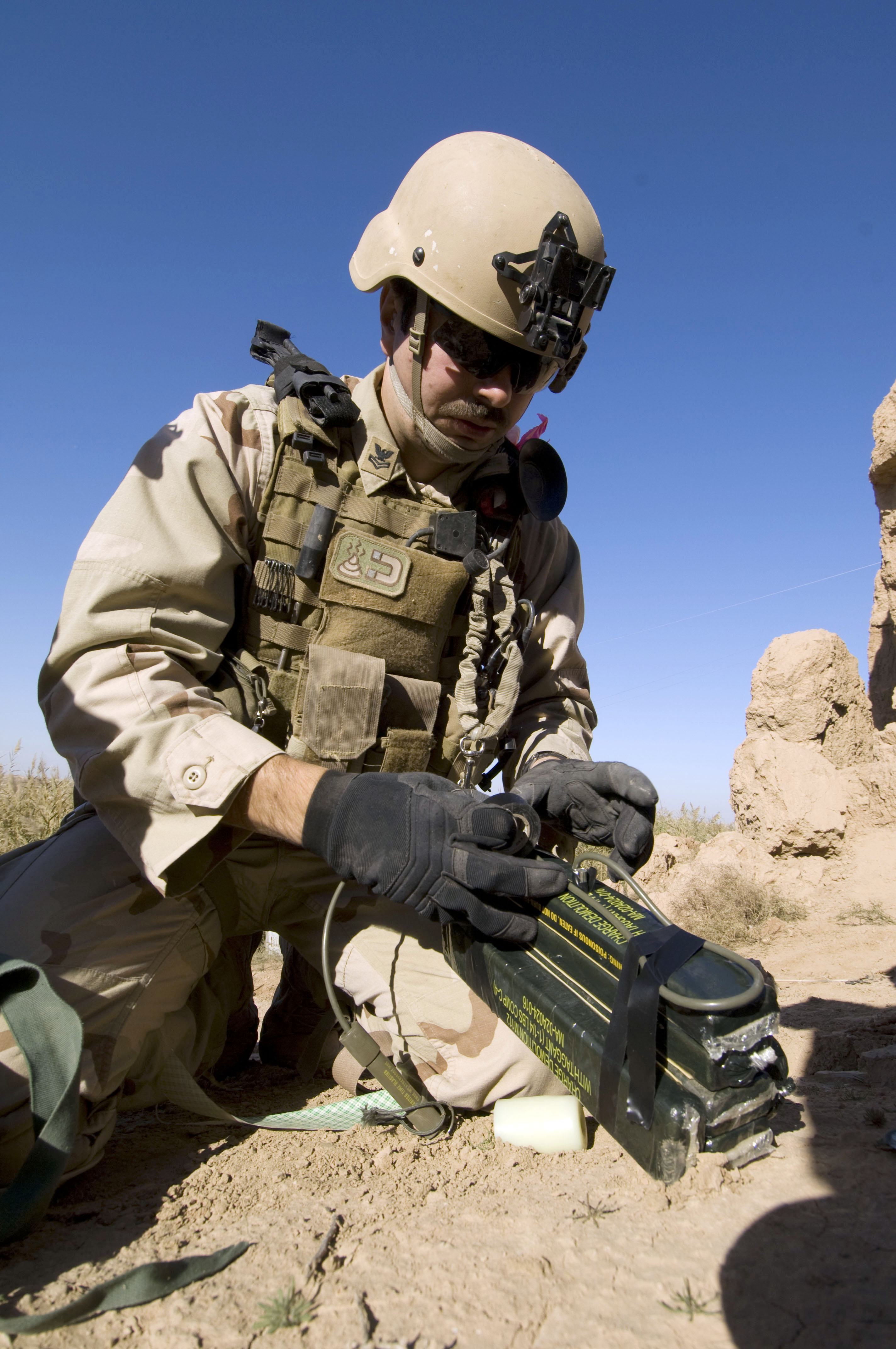
여러 개의 C-4 폭발물 막대로 구성된 해체 폭탄

## 같이 보기

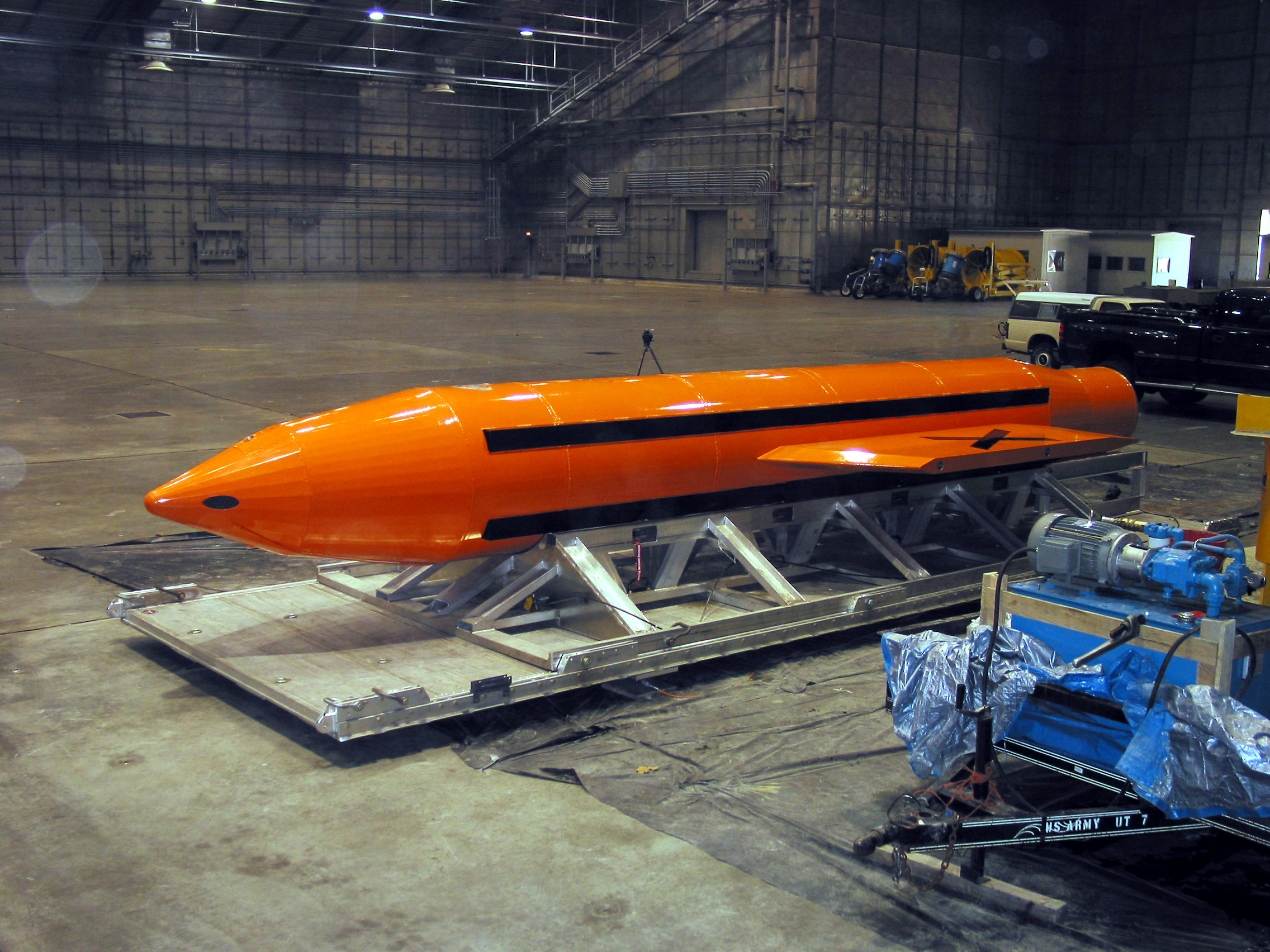
대형공중투하탄, MOAB.

- 셈텍스
- 폭약
- 폭탄
- 시한폭탄
- 수류탄
- 폭발
- 타이머
- 시약

## 참고문헌
- Rudolf Meyer; Josef Köhler; Axel Homburg (2007년 10월). Explosives. Wiley-VCH. ISBN 978-3-527-31656-4.
- Reardon, Michelle R.; Bender, Edward C. (2005). "Differentiation of Composition C4 Based on the Analysis of the Process Oil". Journal of Forensic Sciences. Ammendale, MD: Bureau of Alcohol, Tobacco, Firearms, and Explosives, Forensic Science Laboratory. 50 (3): 1–7. doi:10.1520/JFS2004307. ISSN 0022-1198
- Headquarters, U.S. Department of the Army (1990년 9월 25일), 《Department of the Army Technical Manual – Military Explosives》 (PDF).